# Ilybius aenescens
Ilybius aenescens is een keversoort uit de familie waterroofkevers (Dytiscidae). De wetenschappelijke naam van de soort is voor het eerst geldig gepubliceerd in 1870 door Carl Gustaf Thomson.